# Осетинський сир
Осетинський сир (ос. Ирон цыхт/цихт) — національна страва осетинської кухні. Готується з овечого, козячого або цільного коров'ячого молока.
У свіже тепле молоко в емальованому відрі або глибокій каструлі додається сироватка (сили, сулу, від цього стару назву сиру сулугун (сылыджын), що дослівно перекладається — «зроблений в сироватці»), настояна на джерелі ферментів — шматочках очищеного і просоленого коров'ячого шлунка (сичузі). Молоко перемішують і залишають у теплому місці на 40—60 хв, при цьому контролюється процес згортання молока для запобігання перетримання. Кисле молоко перемішують, а потім віджимають від сироватки і укладають у форму.
У предків осетинів, аланів, сир в умовах гірського господарювання був одним з головних продуктів харчування. Сир мав характерний смак і міг довго зберігатися.